# كوتش كوتش هوتا هي (فلم هندي)
كوتش كوتش هوتا هي (بالهندية: कुछ कुछ होता है) (بالإنجليزية: Kuch Kuch Hota Hai)، وبالعربية معناه شيء ما يحدث هو فیلم هندي رومانسي كوميدي تراجيدي من بطولة الفيلم شاروخان وسلمان خان وكاجول وراني موخرجي. يعتبر الفيلم من الأفلام ذوات النظرة الرجعية (Flash back) حيث تبدأ أحداثه بوفاة راني زوجة شاروخان أثناء ولادتها بابنتها من شاروخان. فيتذكر البطل شاروخان وصية زوجته له قبل وفاتها بألا يحزن وأن يعطي ابنته في كل عيد ميلاد لها رِسالةً منها.
وكانت قد كتبت الرسائل قبل وفاتها وهم 8 رسائل، لن يُذكر منها إلا الأخير في عيد ميلاد ابنتها الثامن. كبرت الطفلة وكان شاروخان أباً وأماً لها في وقت واحد، وكانت تسكن معهما أُم شاروخان وهي مرحة جداً وشاروخان يحبها كثيراً.

## القصة
تبدأ الأحداث فعلياً في عيد ميلاد الابنة الثامن، ففي الرسالة الأخيرة كتبت الأم لابنتها أنها كبرت الآن وأصبحت عاقلة ولذلك ستخبرها الأم قصة حدثت في الماضي قبل أن تتزوج بأبيها، ثم تعرض في الفلم الأحداث التي حصلت في الماضي، ومختصرها أن شاروخان عندما كان يدرس في الجامعة كانت له صديقة عزيزة جداً والتي هي كاجول، كانا من أعز الأصدقاء وحدثت لهم قصص كثيرة. وكانت كاجول تحب شاروخان وشاروخان أيضاً يحبها، لكنه لم يكن قد اكتشف حبه لها بعد، ولم يحسّ أيضاً بحب كاجول له لأنهم كانوا مع بعضهم طوال الوقت على صورة أصدقاء فقط.
وبعد ذلك ظهرت الأم والتي هي راني بصفة ابنة المدير وطالبة جديدة في الجامعة، ووقع شاروخان بغرامها لأن جمالها كان شديداً وساحراً، وأصبح يمضي أغلب أوقاته معها.
ومع الأحداث لم تتحمل كاجول ما ترى وما تسمع، فقررت الرحيل من دون رجعة. وبعد ذلك تزوج شاروخان راني وأنجبا ابنتهما، وخلال كل هذا الوقت لم يسمعوا أي خبرٍ عن كاجول.
ثم تخبر الأم الابنة في الجواب بأن تبحث عن كاجول وتعمل على الجمع بينها وبين أبيها مرةً أخرى، ليعيش حياته من جديد. وستنجح الطفلة بهذه المهمة مع مساعدة جدتها. وسيرجع شاروخان إلى كاجول بعد أن يتنازل سلمان خان خطيب كاجول عنها في ليلة زفافهما بعد أن رأى حبهما الشديد لبعضهما.

## فريق العمل
- شاروخ خان بِدور راهول خانا.
- كاجول بِدور أنجالي شارما.
- راني موكيرجي بِدور تينا.
- سلمان خان بِدور أمَانْ.
- سناء سعيد في دور الصغيرة أنجالي.

## وصلات خارجية
- مقالات تستعمل روابط فنية بلا صلة مع ويكي بيانات